# Hieronim Moskorzowski
Hieronim Moskorzowski vel Moskorzewski, inne formy nazwiska: Moscorovius, Jarosz Moskorzowski, pseudonimy: Eusebius, Medicus, Nobilis, Subditus Fidelis herbu Pilawa (ur. ok. 1560 w Moskorzewie, zm.  19 VII 1625 w Rakowie) – działacz reformacyjny braci polskich, polityk, pisarz, polemista i wydawca.

## Życiorys
Syn Stanisława, podstarościego lelowskiego i prawdopodobnie Doroty Kmitówny z Woli Sasinowej. Urodził się gnieździe rodowym Moskorzew, niedaleko Szczekocin (bliższa data urodzenia nieznana). Pochodził z rodziny szlacheckiej, otrzymał wszechstronne wykształcenie, związał się z ruchem braci polskich (ok. 1590–1594).
Studiował w Lipsku w 1575 roku, w Wittenberdze w 1576 roku.
Był administratorem (scholarchą) i nauczycielem Akademii Rakowskiej. Był zaangażowany w działalność polityczną: jako poseł na Sejm wielokrotnie bronił tam praw innowierców. Poseł na sejm konwokacyjny 1587 roku z województwa krakowskiego. Podczas zjazdu szlachty w Lublinie (4 czerwca 1606) sprzeciwił się rokoszowi szlachty przeciwko królowi i senatorom; wybrano go do komisji, która ułożyła artykuły-żądania szlachty do przedstawienia królowi. Brał czynny udział w synodach rakowskich. W roku 1610 przebywał w Gdańsku, w 1611 został wydelegowany na prowincjonalny synod litewski. 2 X 1593 ożenił się z Reginą, córką Andrzeja Dudycza. Był uczestnikiem rokoszu Zebrzydowskiego, m.in. został na zjeździe lubelskim wybrany deputatem województwa krakowskiego.

## Twórczość
Przygotował tekst Katechizmu Rakowskiego, którego nie zdążył ukończyć Faust Socyn (zm. 1604); razem z Moskorzowskim Katechizm pisali: Piotr Stoiński (młodszy) i Jan Völkel. Moskorzowski w 1605 przetłumaczył tekst Katechizmu na łacinę. Napisał m.in.: diariusz oraz dzieło polemiczne Oratio, qua continetur brevis calumniarum depulsio... Poszczególne swe dzieła poświęcił polemikom, m.in. z: J. Petrycym, P. Skargą i M. Śmigleckim.

### Ważniejsze dzieła
- Oratio qua continetur brevis calumniarum depulsio, quibus premuntur illi qui in doctrina Christi et Apostolorum studium suum posuerunt... Ad regem et senatores fidelis subditi (Kraków) 1595 (drukarnia A. Rodecki)
- Odpowiedź na script Przestrogą nazwany, który X. Jan Petrycy, minister zboru na Jodłowie, wydał w roku 1600, Raków 1606
- Zniesienie zawstydzenia, które X. Piotr Skarga, jezuita, wnieść niesłusznie na zbór Pana Jezusa Nazareńskiego usiłował[3], Raków 1607; przedmowę do króla przedr. T. Pasierbiński „Hieronim z Moskorzowa Moskorzowski”, Kraków 1931, Prace Historyczno-Literackie nr 38, s. 155–157
- Zniesienie Wtorego zawstydzenia, które X. Piotr Skarga, jezuita, na zbór Pana Jezusa Nazareńskiego wnieść usiłował, Raków 1610
- Refutatio Appendicis, quam Martinus Smiglecius jesuita... Hieronimo Moscorovio opposuit[4], Raków 1613, drukarnia S. Sternacki
- Odpowiedź na książkę X. Gurskiego, którą Wyjawieniem niewstydu ariańskiego nazwał[5], 1617 (brak miejsca wydania)
- Refutatio libri de baptismo Martini Smiglecii jesuitae[6], Raków 1617
- Defensio animadversionum Fausti Socini, Raków 1618, drukarnia S. Sternacki
- O pobudkach i środkach do połączenia się arianów z menonitami (napisane wspólnie z W. Smalciusem), niewydane, rękopis w aktach synodycznych socyniańskich

### Prace edytorskie
- F. Socyn De statu primi hominis ante lapsum disputatio[7], Raków 1610, drukarnia S. Sternacki
- F. Socyn Explcationes et paraphrases variorum scripturae locorum, Raków 1614
- F. Socyn Concionis Christi explicatio, Raków 1616, drukarnia S. Sternacki
- F. Socyn Explcatio primae partis capitis Evangelii Joannis, Raków 1618, drukarnia S. Sternacki
- Disputatio Joannis Stoienscii cum Joanne Maria carmelita, Raków 1618, drukarnia S. Sternacki

### Listy i materiały
- Epistola ex sinodo 12 mai 1613 ad Martinum Ruarum, ogł. w zbiorze: M. Ruarii nec non aliorum... virorum... ad ipsum vel eius causa scriptarum epistolarum selectarum centuria altera et ultima, Amsterdam 1681

### Utwory o autorstwie niepewnym
- Philopolites, to jest Miłośnik Ojczyzny, albo o powinności dobrego obywatela, ojczyźnie dobrze chcącego i onę miłującego, krótki traktat, Kraków 1588; przedmowy do czytelnika przedr. T. Pasierbiński „Hieronim z Moskorzowa Moskorzowski”, Kraków 1931, Prace Historyczno-Literackie nr 38, s. 153–154; (wskazano na autorstwo H. Moskorzowskiego, S. Orzechowskiego, wzgl. Szczęsnego Kryskiego; za Moskorzowskim opowiedzieli się: C. Walewski, K. Mecherzyński i T. Pasierbiński; przeciwko jego autorstwu: A. Brückner; M. Wajsblum uważa spór za nierozstrzygnięty)
- Katechizm zboru tych ludzi, którzy..., Raków 1605, wyd. następne: Raków 1619; przedmowę przedr. T. Pasierbiński „Hieronim z Moskorzowa Moskorzowski”, Kraków 1931, Prace Historyczno-Literackie nr 38, s. 139–152, tzw. Katechizm rakowski (zobacz: t. 1), H. Moskorzowski jest autorem dedykacji przekładu łacińskiego Katechizmu królowi angielskiemu Jakubowi I
- Zawstydzenie księdza Skargi abo animadversie na książkę księdza Skargi, jezuity, którą zawstydzeniem arianów nazwał, Raków 1606 (prawdopodobnie autorem jest W. Smalc; jednak w utworze pt. Refutatio Appendicis, quam Martinus Smiglecius jesuita... Hieronimo Moscorovio opposuit, do autorstwa przyznaje się sam Moskorzowski)
- Wtóre zawstydzenie x. Skargi abo odpis na potworną książkę jego której dał tytuł: „Mesyasz nowych arianów wedle Alkoranu tureckiego... Roku 1615”, brak miejsca i roku wydania (autorstwo według Estreichera)
- według H. Juszyńskiego: „W Bibliotece Poryskiej znajdują się w rękopismach Moskorzowskiego niektóre jego pieśni pobożne, a w Bibliotece Ossolińskiego jest rękopismo, w którym parodia Horacjusza pieśni III księgi IV do Niemierzyca... Tłumaczył także Moskorzowski z francuskiego poezye Philippe de Porte. T. Czackiemu do jego zbioru oddałem kilka listów własnoręcznych Moskorzowskiego w materii teologicznej i wiersz do dyakonów zboru krakowskiego. Tę jednak poezją porównując z innymi, nie zdaje się, aby wszystkie były Moskorzowskiego”, Maria Barłowska podważyła jednak tę atrybucję[8]